# Pieniądz cyfrowy banku centralnego
Pieniądz cyfrowy banku centralnego (Central Bank Digital Currency, CBDC) – jest definiowany jako zobowiązanie banku centralnego, wyrażone w obowiązującej jednostce rozrachunkowej, w formie cyfrowej, które służy jako środek wymiany oraz środek przechowywania wartości.
Bank Rozrachunków Międzynarodowych (BIS) definiuje pieniądz cyfrowy banku centralnego, CBDC, jako zobowiązanie banku centralnego, wyrażone w obowiązującej jednostce rozrachunkowej, które służy jako środek wymiany oraz środek przechowywania wartości.
Międzynarodowy Fundusz Walutowy definiuje CBDC jako nową formę pieniądza, wydawaną w formie cyfrowej przez bank centralny, która ma służyć jako prawny środek płatniczy.
Przykładem funkcjonującego w ograniczonym zakresie pieniądza cyfrowego banku centralnego jest cyfrowy yuan (renminbi) wprowadzony do obiegu przez Ludowy Bank Chin. Władze chińskie wdrażają projekty wypłacania wynagrodzeń w tym środku płatniczym wybranym grupom pracowników.
Dla CBDC jako bezpośredniego zobowiązania banku centralnego, przyjmuje się trzy modele dla płatności detalicznych, w zależności od pełnienia roli banku centralnego oraz zakresu gromadzenia przez niego danych:
1. Direct CBDC – bank centralny prowadzi system płatności i ich rejestr, sam świadcząc usługi detaliczne oraz realizując płatności detaliczne.
2. Hybrid CBDC – bank centralny jest odpowiedzialny za emisję oraz wykup CBDC, płatności detaliczne realizują pośrednicy. Bank centralny jest odpowiedzialny za prowadzenie rejestru centralnego wszystkich transakcji, utrzymuje też zapasową infrastrukturę techniczną uruchamianą w przypadku awarii, gdyby zawiedli pośrednicy lub w innych sytuacjach nadzwyczajnych.
3. Intermediated CBDC – podobny do modelu hybrydowego CBDC, z tą różnicą że bank centralny prowadzi jedynie rejestr transakcji wysokokwotowych.